# Greeley Center (Nebraska)
Greeley Center je selo u američkoj saveznoj državi Nebraska. Prema popisu stanovništva iz 2010. u njemu je živjelo 466 stanovnika.